# Johannes Antonius van der Ven
Johannes Antonius (Jan Antonie) van der Ven ('s-Hertogenbosch, 1799 – De Mortel, 1866) was een belangrijke 19e-eeuwse beeldhouwer.
In 1812 behoorde J.A. van der Ven tot de eerste leerlingen van de in dat jaar in Den Bosch opgerichte tekenschool, de Académie impériale et royale de peinture, sculpture et architecture. Daarna studeerde hij in Antwerpen, Brussel en Parijs. Al tijdens zijn studie onderscheidde hij zich door zijn vakmanschap en won hij verschillende prijzen. In 1830 behaalde hij in Antwerpen de Prix de Rome al zou hij deze pas vier jaar later verzilveren vanwege de onrust in het latere België. 
Tussen 1834 en 1841 en tussen 1842 en 1848 verbleef hij in Rome, waar hij tekeningen naar beelden uit de klassieke oudheid maakte in het Vaticaan en op het Capitolijn. Door tussenkomst van de beeldhouwer Mathieu Kessels kwam hij in aanraking met andere classicistisch werkende beeldhouwers in Rome. Zo kwam hij onder de invloed van het werk van de neoclassicistische beeldhouwers Bertel Thorvaldsen en Antonio Canova die destijds als een van de belangrijkste kunstenaars van hun tijd werden beschouwd. Van der Ven volgde Mathieu Kessels op als penningmeester van de Vlaamse kerk Sint Juliaan der Vlamingen. Dat was een eervolle functie en geeft wel aan hoe er destijds tegen Van der Ven werd aangekeken. Toen Kessels overleed heeft Van der Ven nog een ontwerp op papier voor een grafmonument gemaakt maar helaas is dit nooit uitgevoerd.  

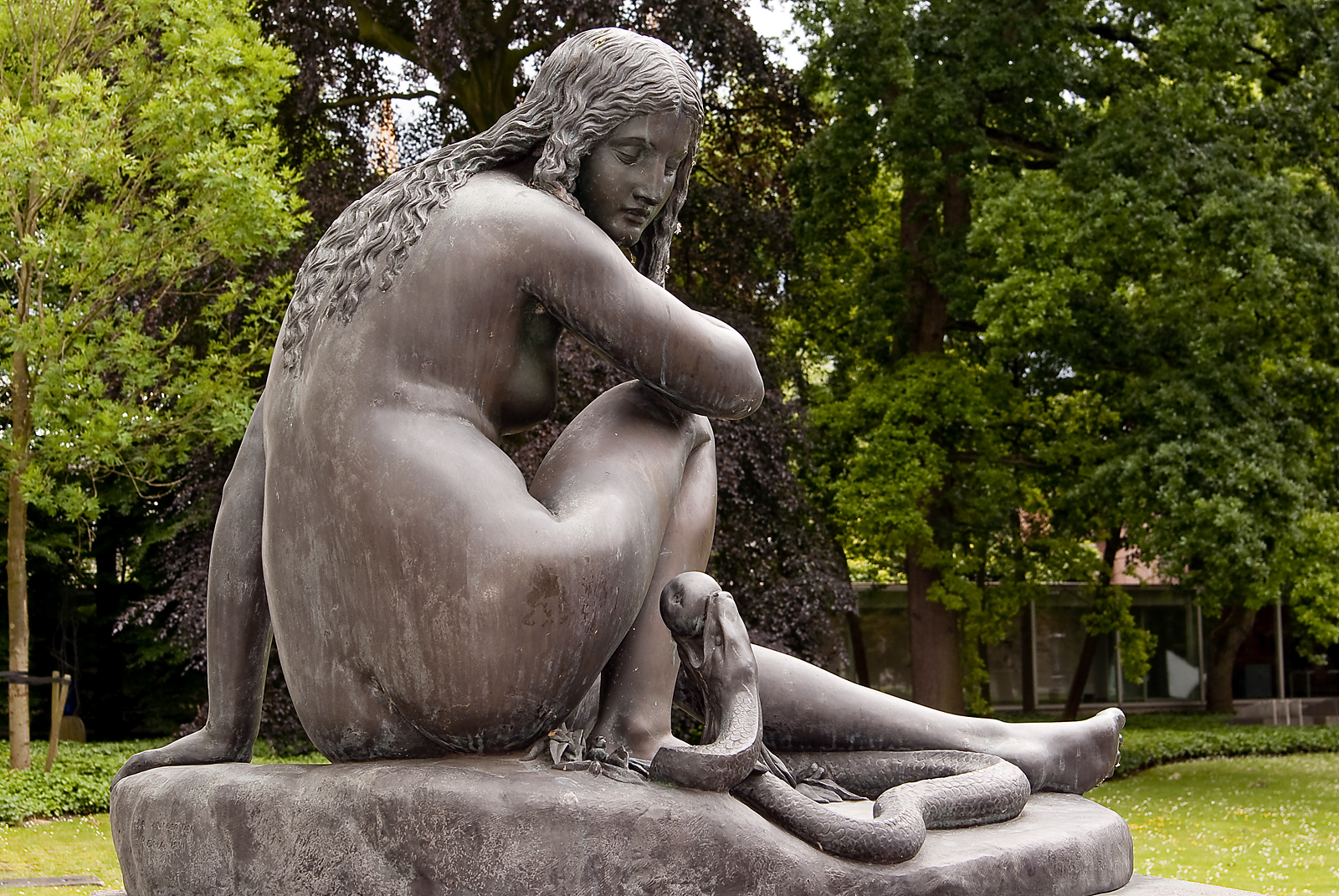
J.A. van der Ven, De bekoring van Eva

De invloed  van het neoclassicisme is volop aanwezig in het beeld De Bekoring van Eva in het Noordbrabants Museum. Het gipsen model van dit beeld, gedateerd Roma 1841 gaat terug op een iets vroeger marmeren exemplaar dat waarschijnlijk in Sint-Petersburg terecht is gekomen. De gezichtsuitdrukking, houding en het kapsel zijn afgekeken van antieke beelden. De gladde oppervlaktebehandeling is karakteristiek voor het neoclassicisme. Ook koning Willem II gaf opdracht tot het vervaardigen van een marmeren kopie. Dit exemplaar bevindt zich thans in een Engelse collectie. Het gipsen exemplaar is eigendom van het Noordbrabants Museum en werd in 1985 in brons afgegoten.
In 1850 keerde Van der Ven voorgoed naar 's-Hertogenbosch terug, waar hij vanaf 1853 directeur was van de Koninklijke School voor Nuttige en Beeldende Kunsten. Van der Ven kreeg in 1850 de opdracht van het kerkbestuur van de Sint-Jan in Den Bosch voor de vervaardiging van veertien beelden voor het hoogkoor van de kerk. Voor de Onze-Lieve-Vrouw-over-de-Dijlekerk in Mechelen maakte hij een beeld van de heilige Elisabeth, al werd deze opdracht voltooid voordat hij de eerste keer naar Rome vertrok. Wel was dit beeld het eerste beeld dat hij in zandsteen uitvoerde.
Daarnaast dong hij mee in prijsvragen voor grote opdrachten, waarbij zijn ontwerpen zelden werden verkozen. In meerdere gevallen werd hij gepasseerd door Louis Royer. Bij de prix de Rome in Amsterdam in 1823 was al besloten dat Van der Ven zou winnen maar de voorzitter werd overruled door de rest van de jury die kozen voor het ontwerp van Louis Royer. Van der Ven was zo boos dat hij zijn ingezonden ontwerp ter plekke vernietigde. Doordat de keuze steeds op een ander viel, heeft Van der Ven relatief weinig kunstwerken gemaakt voor de openbare ruimte. Wel ontwikkelde hij een talent voor het maken van portret bustes, waarbij hij de koninklijke familie tot zijn vaste klantenkring mocht rekenen. Zowel koning Willem II als koning Willem III kochten werk van hem of bestelden portret bustes voor zichzelf, hun echtgenotes of kinderen. In paleis Het Loo staat een beeld van de kinderen van koning Willem III: prins Maurits die als engel zijn broer prins Alexander vasthoudt. Dat Van der Ven zoveel portret opdrachten mocht doen voor de Oranjes is frappant aangezien de beeldhouwer des koning, Louis Royer was. 
Van der Ven overleed onverwacht in 1866 tijdens het plaatsen van een levensgrote piëta in de kerk van De Mortel bij Gemert. Die piëta is later gepolychromeerd. De beeldhouwer liet zijn vrouw Elisabeth van den Eijden meerdere beelden en drie panden in Vught en Den Bosch na. Zij liggen samen begraven in een grafmonument op de begraafplaats aan de Elisabethstraat in Vught. Op het grafmonument worden zijn bekendste beelden vermeld maar ook de onderscheiding tot ridder in de orde van de Nederlandse Leeuw door koning Willem II. Het echtpaar Van der Ven stierf kinderloos, al zijn er nazaten via de lijn van zijn vrouw in België, die een portret en andere personalia van hem bezitten.  
- Biografisch Portaal: 26430000
- International Standard Name Identifier: 0000 0003 8879 5292
- Nederlandse Thesaurus van Auteursnamen: 070040044
- RKD-Nederlands Instituut voor Kunstgeschiedenis: 79931
- Union List of Artist Names: 500197585
- Virtual International Authority File: 282028029
- WorldCat: E39PBJqw6v8YkTkYkdtf8Kf6rq